# 長崎県道258号平戸江迎線
長崎県道258号平戸江迎線（ながさきけんどう258ごう ひらどえむかえせん）は、長崎県平戸市から佐世保市に至る一般県道である。

## 概要
平戸市田平町小手田免から佐世保市江迎町栗越に至る。平戸市田平町荻田免 - 終点は北松広域農道と重複する。
平戸市田平町小手田免 - 平戸市田平町荻田免（延長2.3 km）の区間は当初は長崎県道19号平戸田平線の田平工区として事業化したものを本路線に認定した。西九州自動車道の平戸ICから平戸市へのアクセス確保を目的としている。

### 路線データ
- 起点：長崎県平戸市田平町小手田免（平戸大橋入口交差点、国道204号・国道383号交点）
- 終点：長崎県佐世保市江迎町栗越（長崎県道61号御厨田代江迎線交点、北松広域農道上）
- 総延長：9.4 km[1][2]

## 歴史
- 2022年（令和4年）3月31日 - 路線認定と道路の区域の決定。また、平戸市田平町の一部で供用開始[1]。
- 2023年（令和5年）
  - 3月31日 - 佐世保市の区間の供用開始[5]。
  - 7月12日 - 平戸大橋入口交差点から平戸市立田平中学校への約270 mが開通[2][6]。
- 2024年（令和6年）1月28日 - 田平工区（620 m）開通[4]。

## 路線状況

### 重複区間
- 北松広域農道（平戸市田平町荻田免 - 佐世保市江迎町栗越（終点））

### 道路施設

#### 橋梁
- 梶ノ村大橋（坂瀬川、平戸市 - 佐世保市）

## 地理

### 通過する自治体
- 長崎県
  - 平戸市 - 佐世保市

### 交差する道路
| 交差する道路                                         | 市町村名 | 交差する場所   | 交差する場所              |
| ---------------------------------------------------- | -------- | -------------- | ------------------------- |
| 国道204号 国道383号                                  | 平戸市   | 田平町小手田免 | 平戸大橋入口交差点 / 起点 |
| 北松広域農道 重複区間起点                            | 平戸市   | 田平町荻田免   |                           |
| 長崎県道228号御厨江迎線                              | 佐世保市 | 江迎町北田     | [ 注釈 1 ]                |
| E35 西九州自動車道 / 松浦佐々道路（事業中）          | 佐世保市 | 江迎町栗越     | 平戸IC（事業中）          |
| 長崎県道61号御厨田代江迎線 北松広域農道 重複区間終点 | 佐世保市 | 江迎町栗越     | 終点                      |

### 交差する鉄道
- 松浦鉄道西九州線

### 沿線
- 平戸大橋（起点）
- 平戸市立田平中学校